# Bailly-aux-Forges
Bailly-aux-Forges és un municipi francès, situat al departament de l'Alt Marne i a la regió del Gran Est.